# Rollbandanzeige

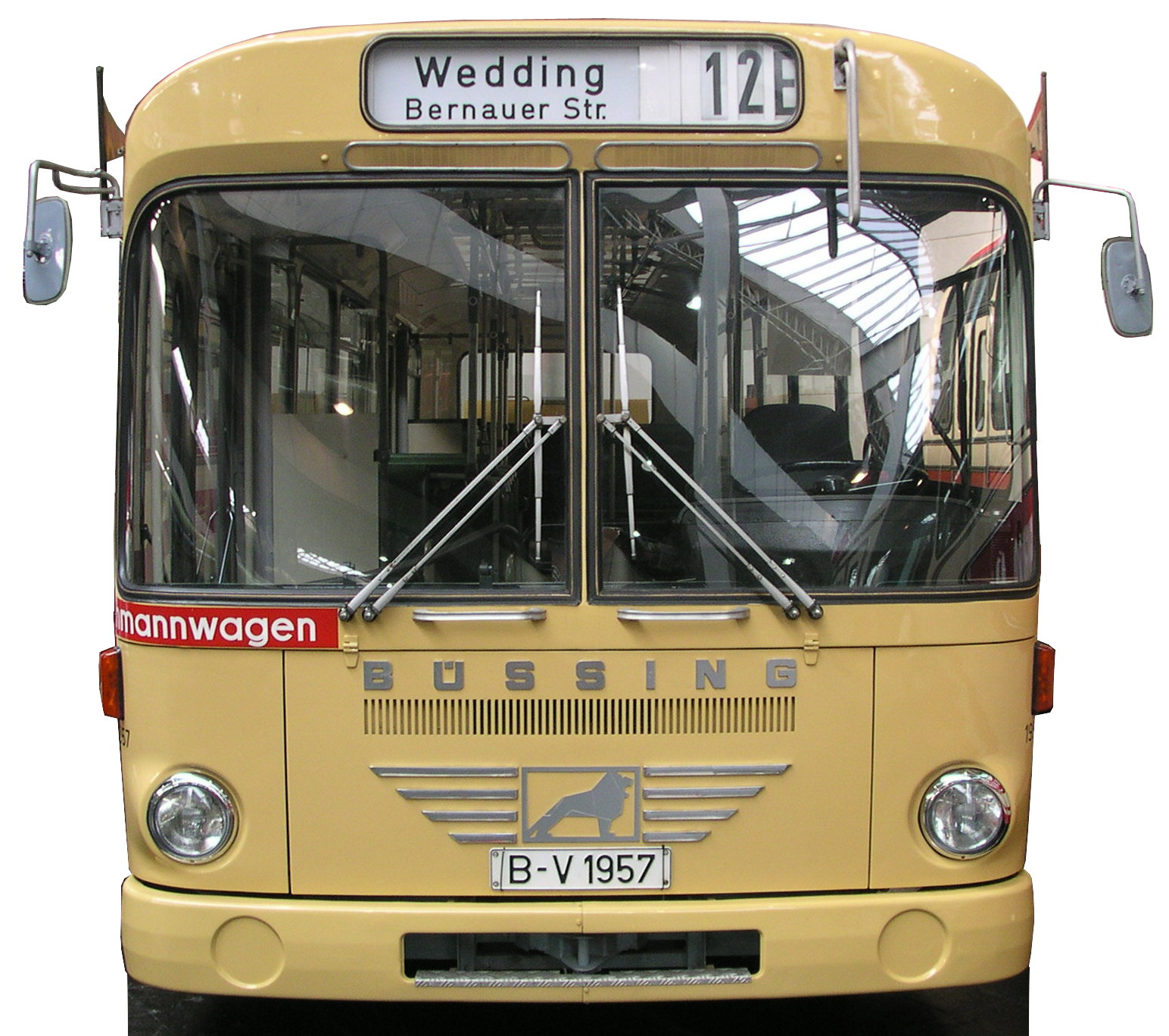
Omnibus mit Rollbandanzeige mit positiver Beschriftung und dreiteiliger Liniennummernanzeige

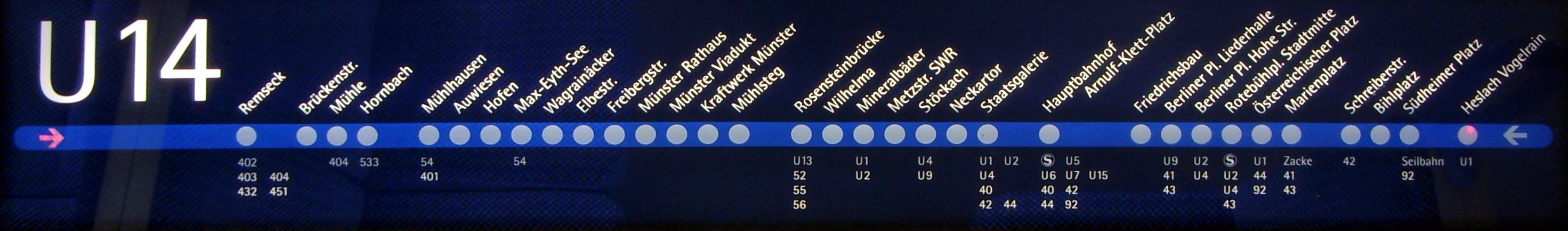
Linienband (Perlschnurdarstellung) in einer Stuttgarter Stadtbahn, zusätzlich zeigt ein wandernder roter Leuchtpunkt die jeweils nächste Haltestelle an

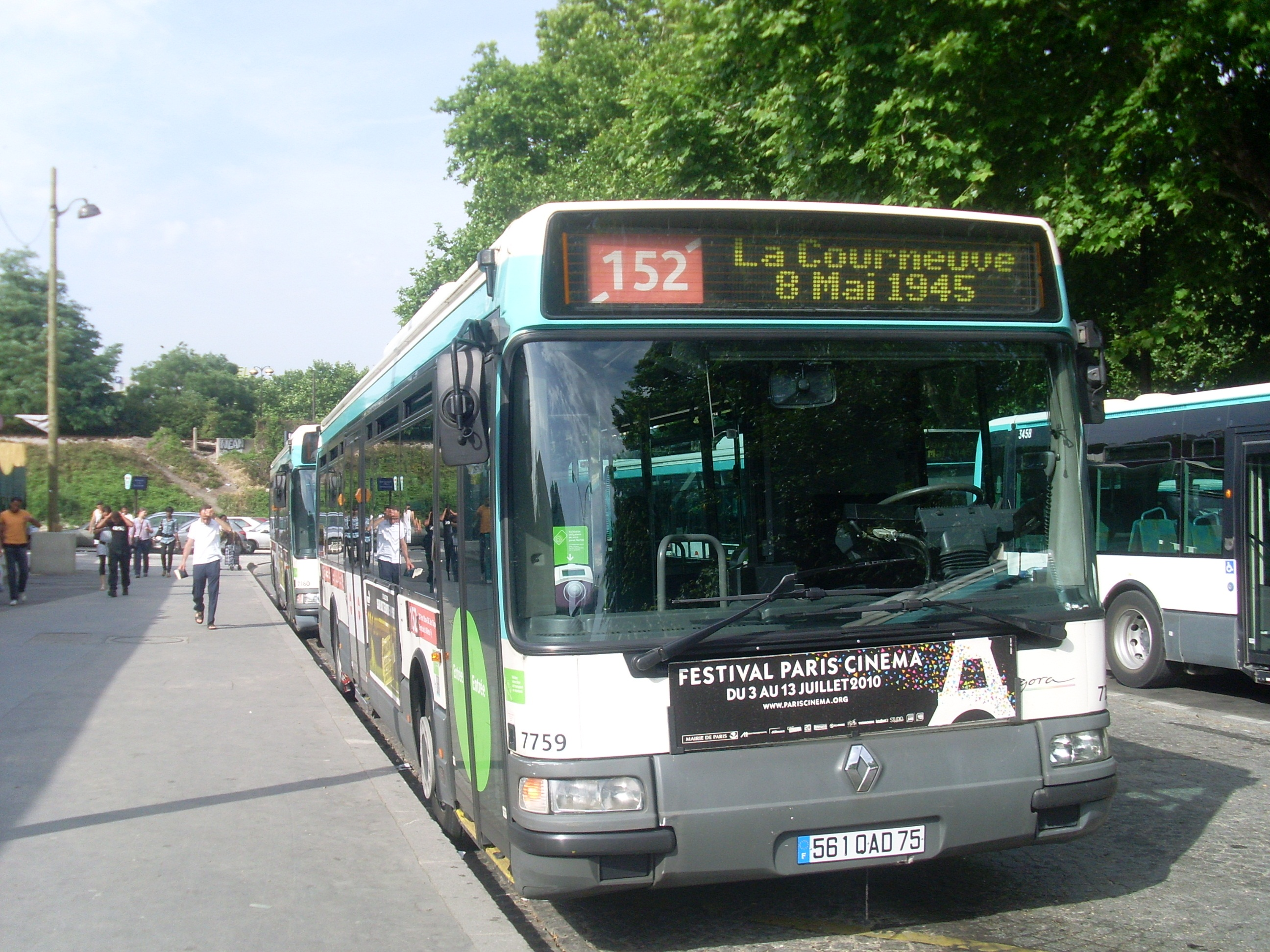
Paris: Liniennummernanzeige mit gestrichener Liniennummer als klassisches Rollband, kombiniert mit modernerer Digitalanzeige für das Fahrtziel

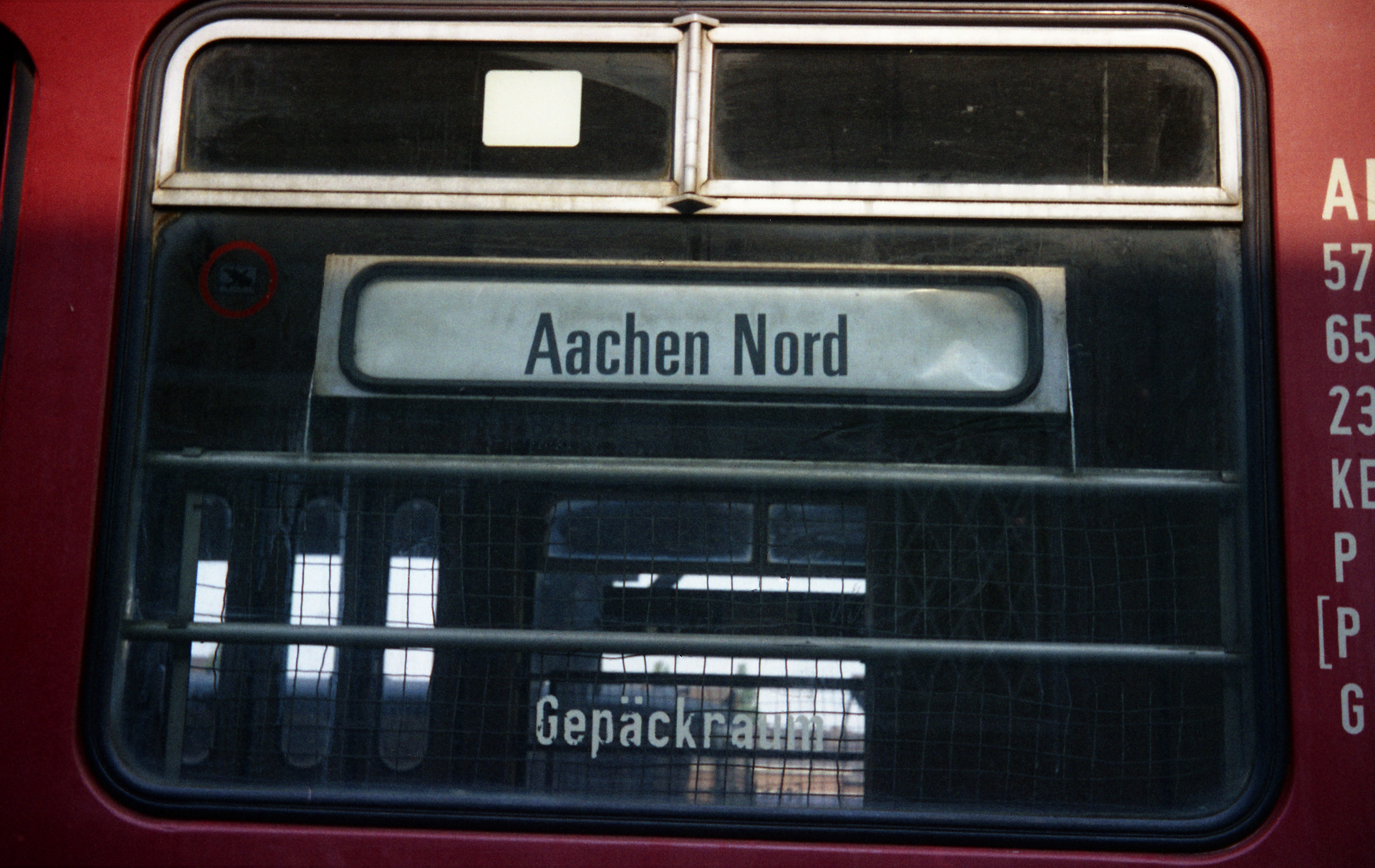
Rollband-Zielanzeige im Fenster eines Triebwagens der DB-Baureihe 515

Eine Rollbandanzeige, auch Rollbandanlage genannt, ist eine spezielle Bauform einer Anzeigetafel, nach dem Vorbild eines Rollfilms einer Kamera. Sie besteht aus einem bedruckten Rollband aus Kunststoff, Leinengewebe oder Seide, auch Broseband, Linienfilm, Zielfilm, Fahrtzielband oder in der Schweiz Transparent genannt, das auf zwei in einem Gehäuse oben und unten fixierten horizontalen oder links und rechts fixierten vertikalen Rollen respektive Spulen aufgewickelt ist. Nach außen ist der Abschnitt des Rollbands sichtbar, der zwischen zwei Rollen gespannt ist. Ein Einsatzzweck von Rollbändern ist beispielsweise die Anzeige der Linienbezeichnung, des Fahrtziels oder des Linienwegs an oder in öffentlichen Nahverkehrsmitteln.

## Beschreibung
Der Abstand zwischen den Rollen bestimmt die maximale Größe eines Rollband-Anzeigenfeldes. Auf der Vorderseite des Kastens befindet sich ein Fenster, damit die Anzeige von außen betrachtet werden kann. Die Rollbänder können negativ (weiße Schrift auf schwarzem Grund) oder positiv (schwarze Schrift auf weißem Grund) beschriftet sein, wobei negative Beschriftung bei Dunkelheit besser gelesen werden kann, insbesondere wenn die Anzeige aus mehreren Bändern besteht, zum Beispiel bei mehrstelligen Liniennummern. Zur Beschriftung sind jedoch auch alle Farben sowie verschiedene Schriftarten und -größen möglich.
An Fahrzeugen sind Rollbandanzeigen zumindest an der Front, meist auch am Heck und an den Seiten sowie teilweise auch im Innenraum angebracht. Eine Sonderform sind doppelseitige Anzeigen, die sowohl den Wartenden draußen als auch den mitfahrenden Fahrgästen Informationen anzeigen. Hierbei besteht jede Position aus zwei benachbarten Anzeigenfeldern, wobei eines innen und eines außen sichtbar ist. Läuft ein solches Rollband durch, steht jede zweite Anzeige auf dem Kopf.
Um innerhalb eines Verkehrsunternehmens nicht verschiedene Varianten eines Rollbands vorhalten zu müssen, kommt es mitunter vor, dass bestimmte Fahrtziele auf dem Rollband von bestimmten Wagen, in die es eingebaut ist, aus technischen Gründen gar nicht angefahren werden können. So verwendeten beispielsweise einige Verkehrsunternehmen gleiche Rollbänder für Oberleitungsbusse und Omnibusse, wobei erstere prinzipbedingt nur die mit einer Oberleitung versehenen Ziele erreichen konnten.

## Bedienung
Der Wechsel einer Rollbandanzeige erfolgt durch Drehen der Spulen entweder mit einer Handkurbel oder mittels eines Elektromotors. Die elektrische Verstellung kann sowohl manuell durch die Eingabe eines Zielcodes oder auch automatisch vom Fahrscheindrucker oder dem integrierten Bordinformationssystem (IBIS) angesteuert erfolgen. Bei händisch bedienten Systemen erfolgt die Positionierung durch eine Nummer auf der Rückseite des Bandes, die durch ein kleines Sichtfenster im Gehäuse erkennbar ist. Bei den ersten elektronischen Lösungen fand eine mechanische Abtastung von Lochungen im Band durch Mikroschalter statt, was jedoch störanfällig und verschleißanfällig war. Jüngere Rollbandanzeigen verfügen über eine optische Abtastung von Lochungen oder Strichcodes.
Bei der Straßenbahn Lissabon verwenden die Fahrer alternativ kleine Handspiegel mit Haltestange, die sie an den Endhaltestellen während des Umstellvorgangs aus dem Führerstand halten, um zu überprüfen, wann das Rollband die gewünschte Position erreicht hat.

## Geschichte
Rollbandanzeigen gibt es in London seit Ende der 1920er Jahre. In Deutschland wurde die Rollbandanzeige von Carl Brose, dem Gründer der heute nicht mehr existierenden Carl Brose GmbH in Wuppertal-Elberfeld in den 1960er Jahren zur Rollbandautomatik mit motorischer Steuerung weiterentwickelt. Die Firma Brose hatte die Umstellung auf Matrixanzeigen in den 1990er Jahren noch erfolgreich vollzogen, ging jedoch bald darauf insolvent und wurde 2004 als Funkwerk Infosystems GmbH in die Funkwerk AG integriert. Bis 2009 gab es unter dem Namen Funkwerk IT Karlsfeld GmbH eine Niederlassung in Wuppertal. Zum Ende des Jahres wurde die Niederlassung Wuppertal geschlossen und zum Standort Karlsfeld verlegt. Allerdings befindet sich in den Räumen der ehemaligen Niederlassung die Firma FM-Infosystems GmbH, die Dienstleistungen rund um die Anzeigen der Unternehmen Brose, Krüger, Infosystems etc. anbietet. Ansonsten werden Rollbandanzeigen heute zum Beispiel noch von Giebel, Lawo, Innotron, Gorba, Mobitec und McKenna Brothers angeboten.

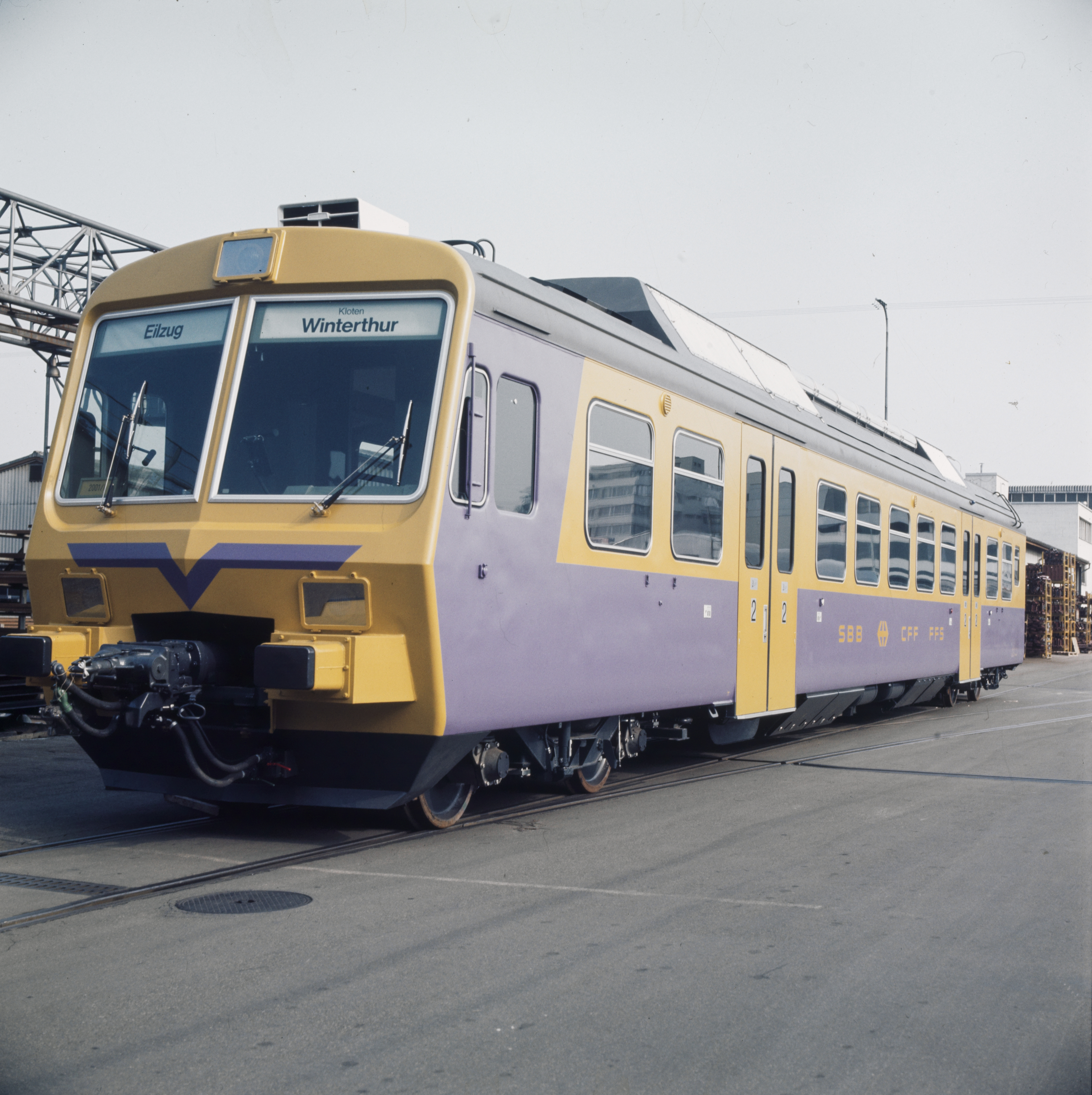
SBB RABDe 8/16 vor Inbetriebnahme, mit Rollbandanzeige, 1974

Ab 1976 wurden bei der SBB die ersten Fahrzeuge, die RABDe 8/16, genannt Chiquita, mit Rollbandanzeigen ausgerüstet.
Rollbandanzeigen sind mittlerweile größtenteils durch elektronische Matrixanzeigen (Flip-Dot, LED oder LCD) verdrängt worden. Man findet sie heute fast nur noch an älteren Omnibussen, Oberleitungsbussen, Straßenbahn-, Stadtbahn-, U-Bahn- und S-Bahn-Wagen. Eine Ausnahme bildet das Stadtbusnetz der Stadt London, wo die kommunale Regie-Organisation Transport for London (TfL) wegen der besseren Lesbarkeit die Verwendung von Rollbändern vorschreibt.

## Vor- und Nachteile
Der größte Nachteil von Rollband- gegenüber Matrixanzeigen ist, dass sie bei notwendigen Änderungen ausgebaut und zumindest teilweise neu bedruckt beziehungsweise verlängert werden müssen, was insbesondere bei größeren Verkehrsbetrieben mit zahlreichen Linien und Fahrzeugen einen deutlichen Kostenfaktor darstellt. Zudem ist es oft nicht möglich, alle Bänder zu einem bestimmten Stichtag, etwa einem Fahrplanwechsel mit Linienänderungen, gleichzeitig auszutauschen oder abzuändern. Vielfach werden daher neue Linien oder Fahrtziele schon im Planungsstadium auf das Band gedruckt. Außerdem kommt es vor, dass das Rollband nicht auf einen Einsatz des Fahrzeugs abgestimmt ist und deshalb benötigte Fahrtziele fehlen. Die unterschiedlichen Rollbänder enthalten dabei beispielsweise nur die Ziele der vom jeweiligen Betriebshof bedienten Linien, sodass das Fahrzeug bei einem außerplanmäßigen Einsatz auf anderen Linien anderweitig beschildert werden muss.
Bei nicht selten mehr als 100 Positionen auf einem Band kann ein Rollvorgang außerdem unter Umständen länger als eine Minute dauern. Mitunter sind daher manche Fahrtziele doppelt aufgeführt, um den Umstellvorgang zu verkürzen. Matrixanzeigen dagegen erlauben dynamische, schnell wechselnde Darstellungen, so dass zum Beispiel der gesamte Linienverlauf oder spezielle Beschilderungen bei Sonderverkehren angezeigt werden können.
Ein Vorteil gegenüber Matrixanzeigen ist dagegen, dass Rollbandanzeigen auch farbige Darstellungen erlauben und bei jedem Licht gut lesbar sind. Daher kombinieren einige Verkehrsbetriebe, beispielsweise in Amsterdam und Freiburg im Breisgau, Rollbandanzeigen zur Anzeige farblich codierter Liniennummern mit Matrixanzeigen zur Anzeige des Fahrtziels.

## Beleuchtung

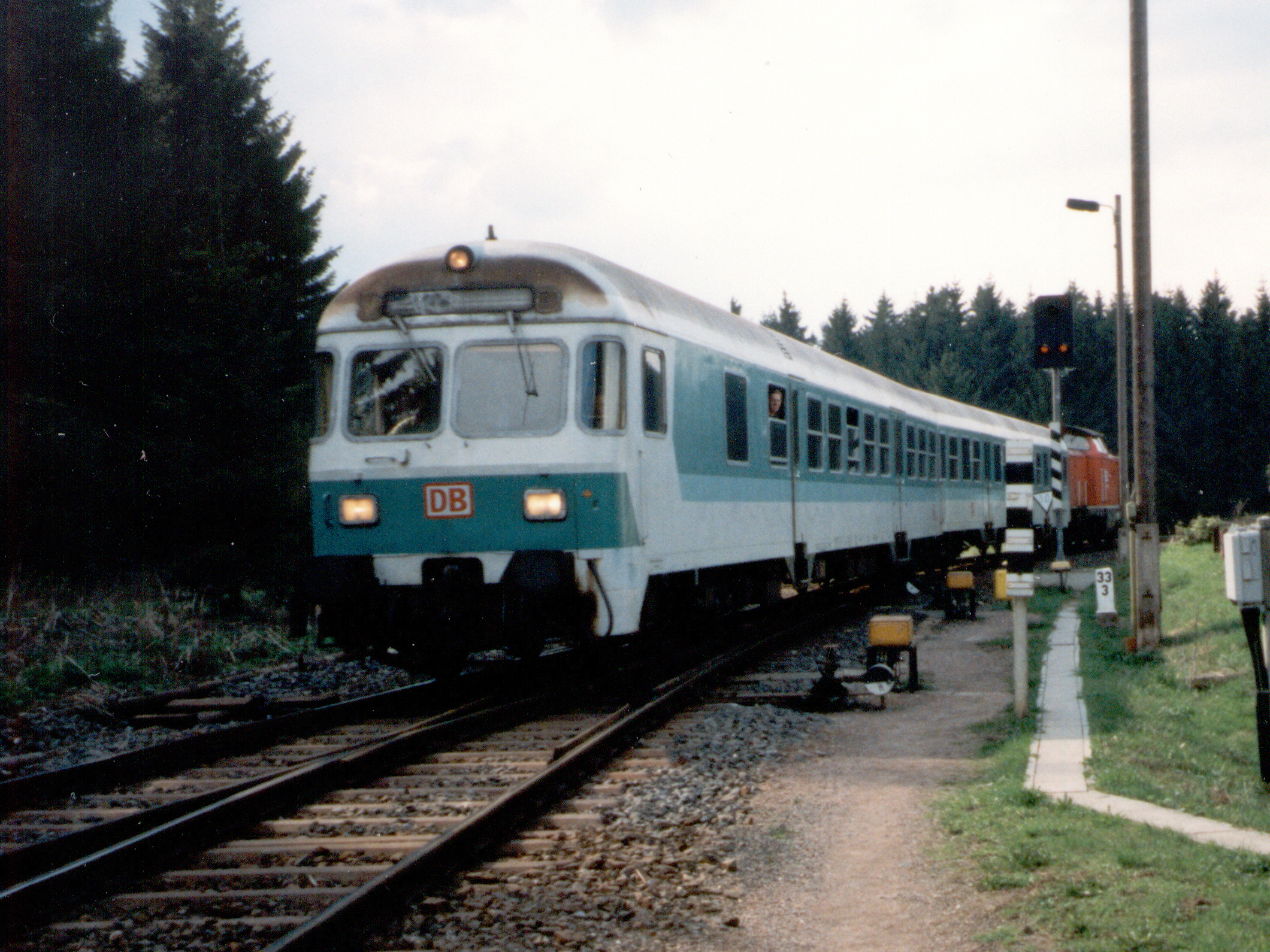
n-Wagen mit ausgebautem Zielfilm und sichtbaren Leuchtstoffröhren

Das Rollband kann zur Verbesserung der Lesbarkeit, etwa bei Dunkelheit, von hinten beleuchtet werden, sodass das Licht durch das Band hindurch scheint. Hierzu befinden sich hinter dem Band eine oder mehrere Leuchtstoffröhren, früher Glühlampen.

## Abbildungen

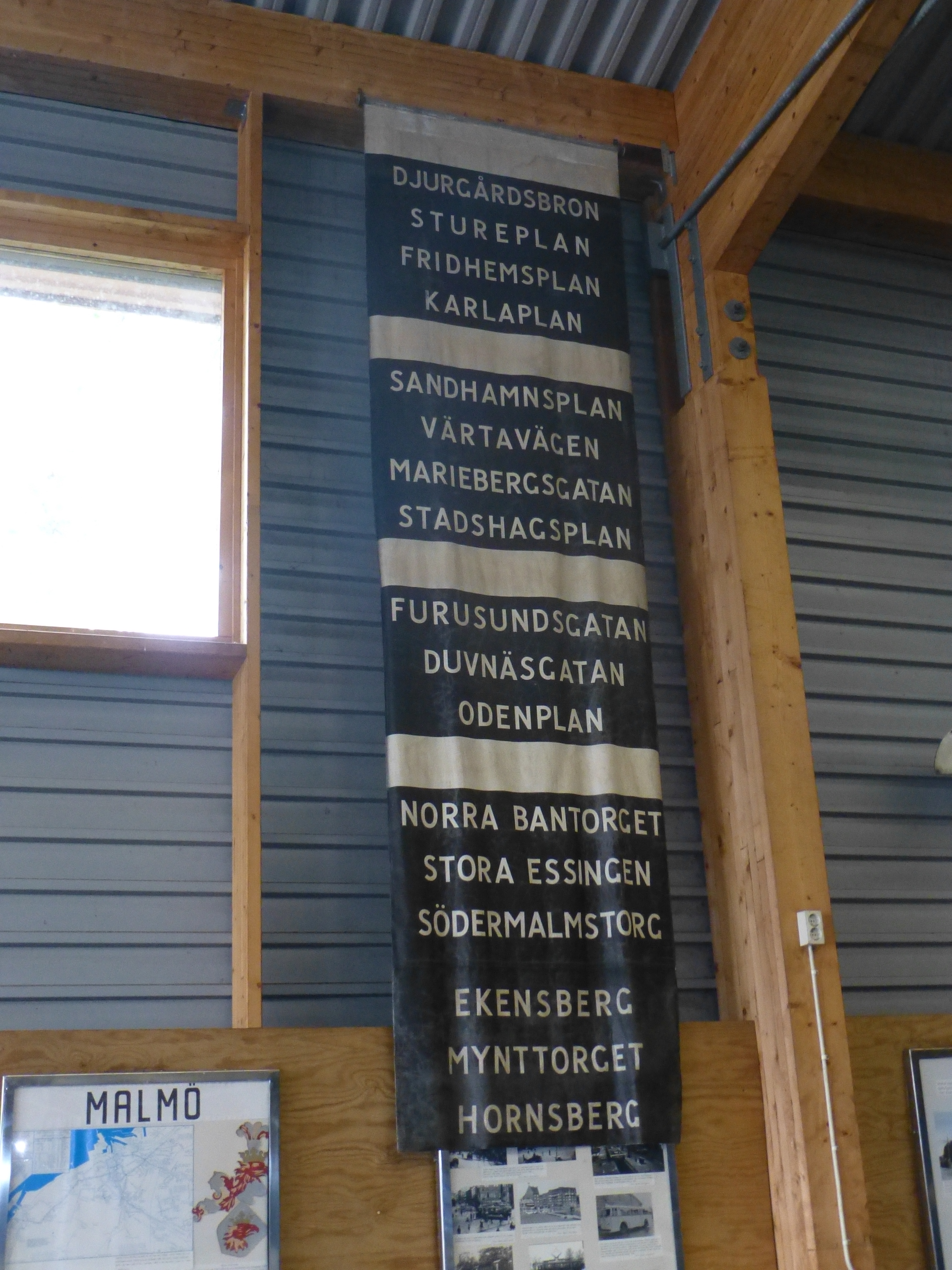
Ausgerolltes Band der Straßenbahn Stockholm mit einigen weißen Leerstellen
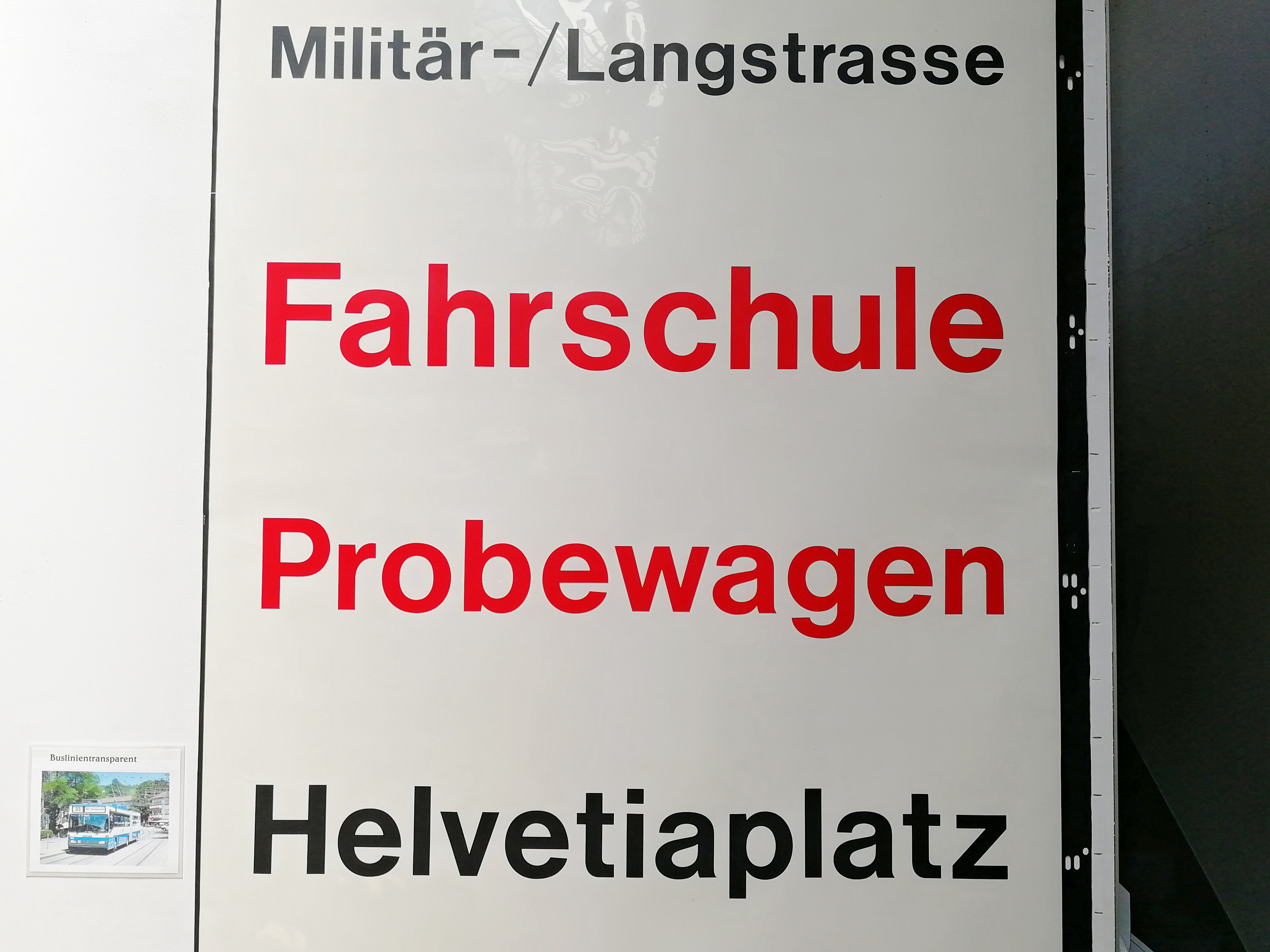
Ausgerolltes Rollband eines Zürcher Mercedes-Benz O 405 GTZ, rechts neben den Zielen sind die Lochungen zur automatischen Positionierung erkennbar
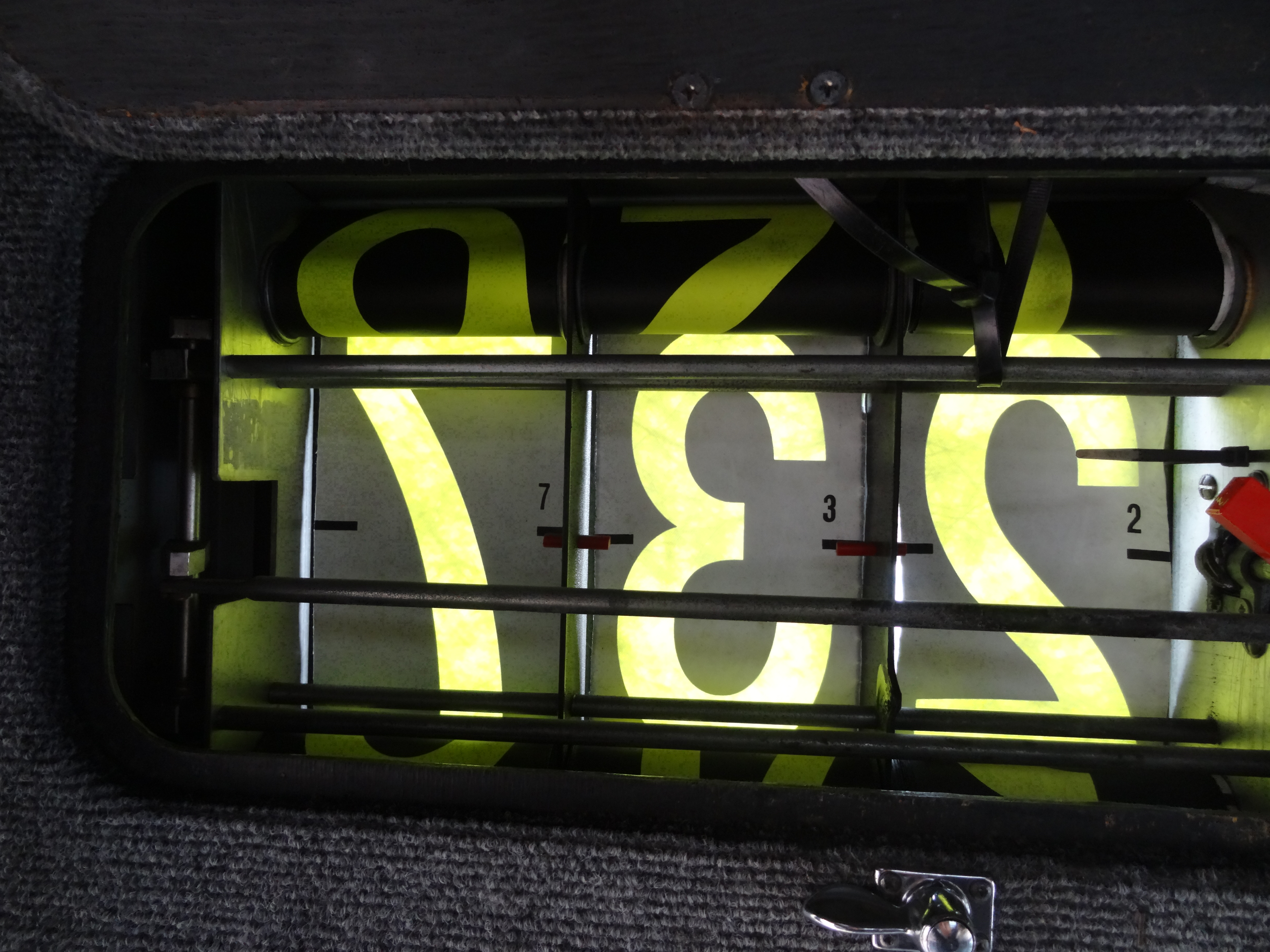
Anzeige von innen, die kleinen Ziffern helfen dem Personal zu erkennen, welche Ziffer außen angezeigt wird
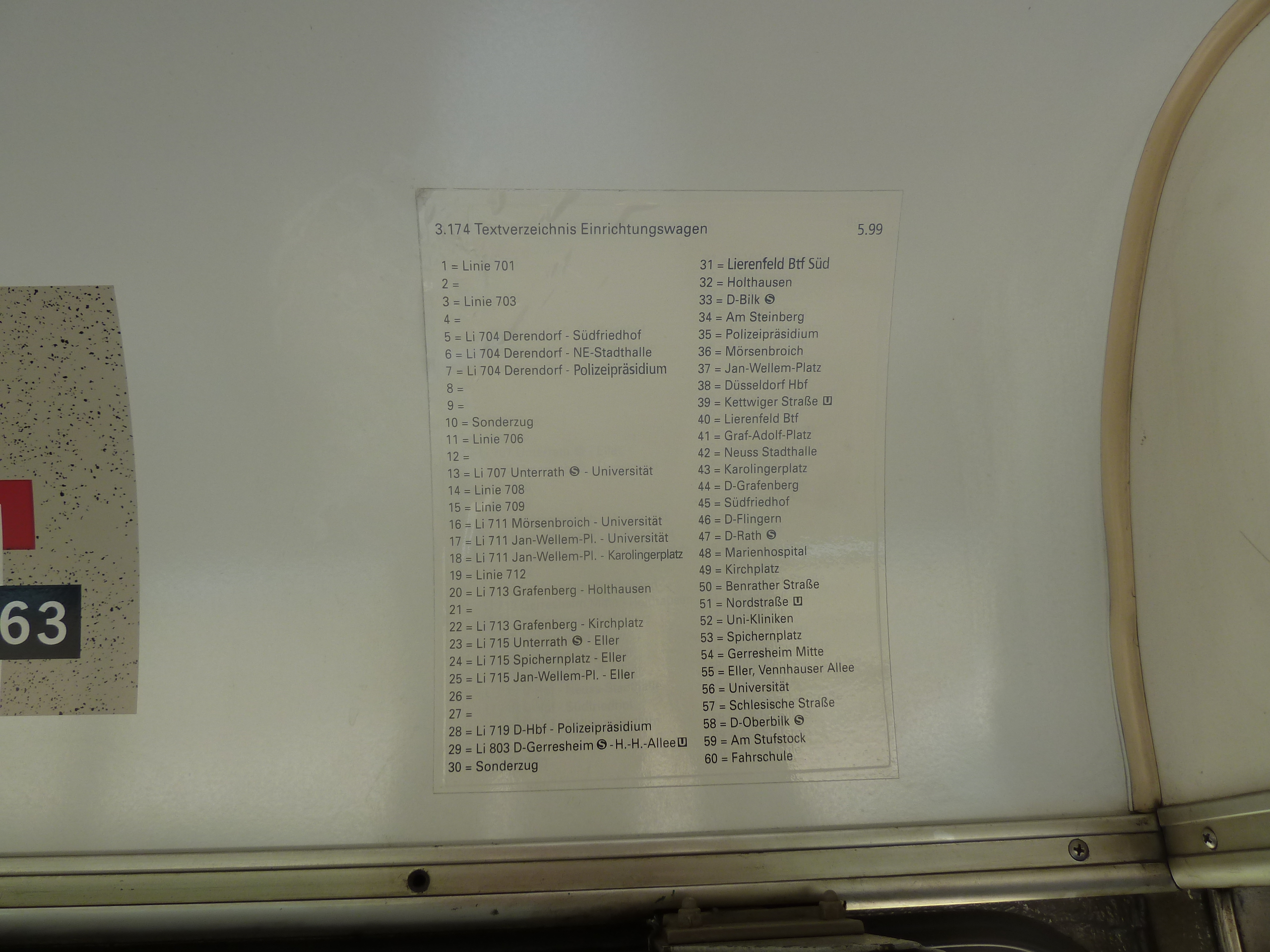
Codierung der einzelnen Anzeigepositionen bei der Straßenbahn Düsseldorf, insgesamt existieren 60 Positionen, davon sind acht Leerstellen. Die Angabe Sonderzug ist doppelt aufgeführt.
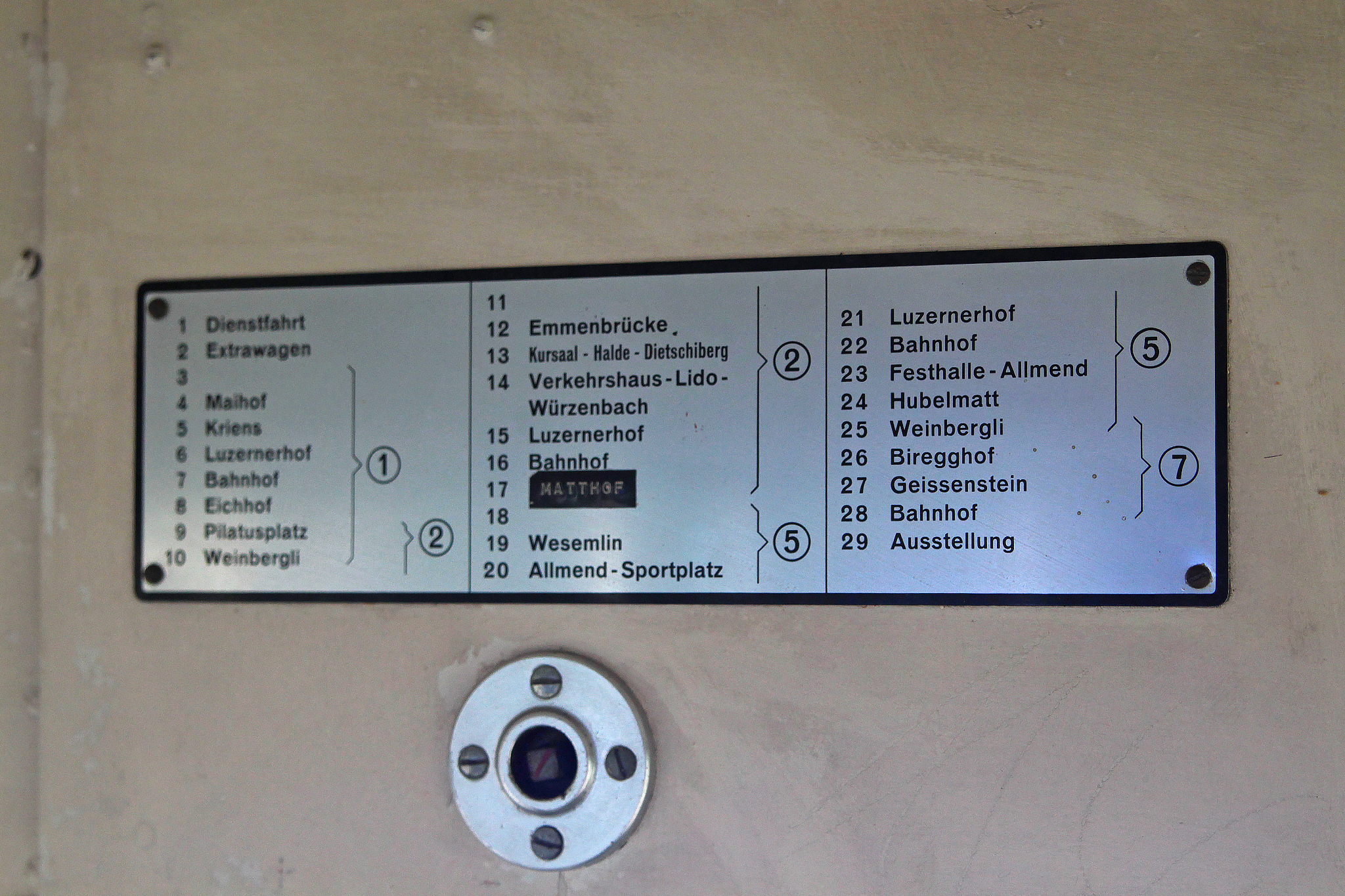
Nach Linien sortierte Fahrtzielanzeigen bei einem historischen Wagen des Trolleybus Luzern mit Zwischenwendestellen. Das Fahrziel 17 für die 1960 eröffnete Linie 6 wurde nachträglich ergänzt. Unterhalb der Tabelle ist die Aufnahme für die abnehmbare Kurbel zum Umstellen des Rollbands erkennbar
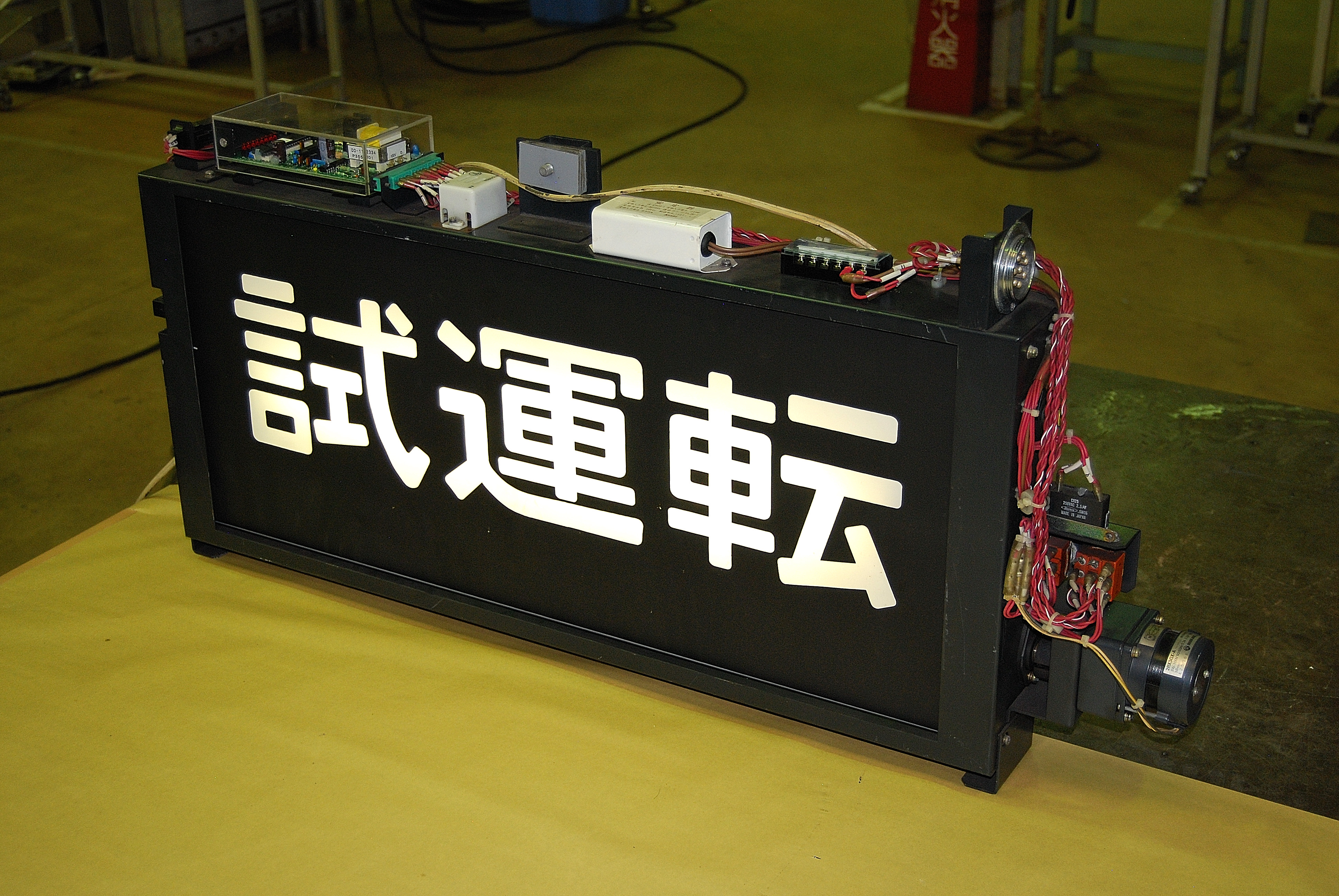
Nicht montierte japanische Rollband-Zielanzeige. Die Umstellung der Beschilderung erfolgt hier mit dem rechts außerhalb des Kastens angebrachten Elektromotor, außerdem sind elektronische Steuerungskomponenten außen am Kasten angebracht.
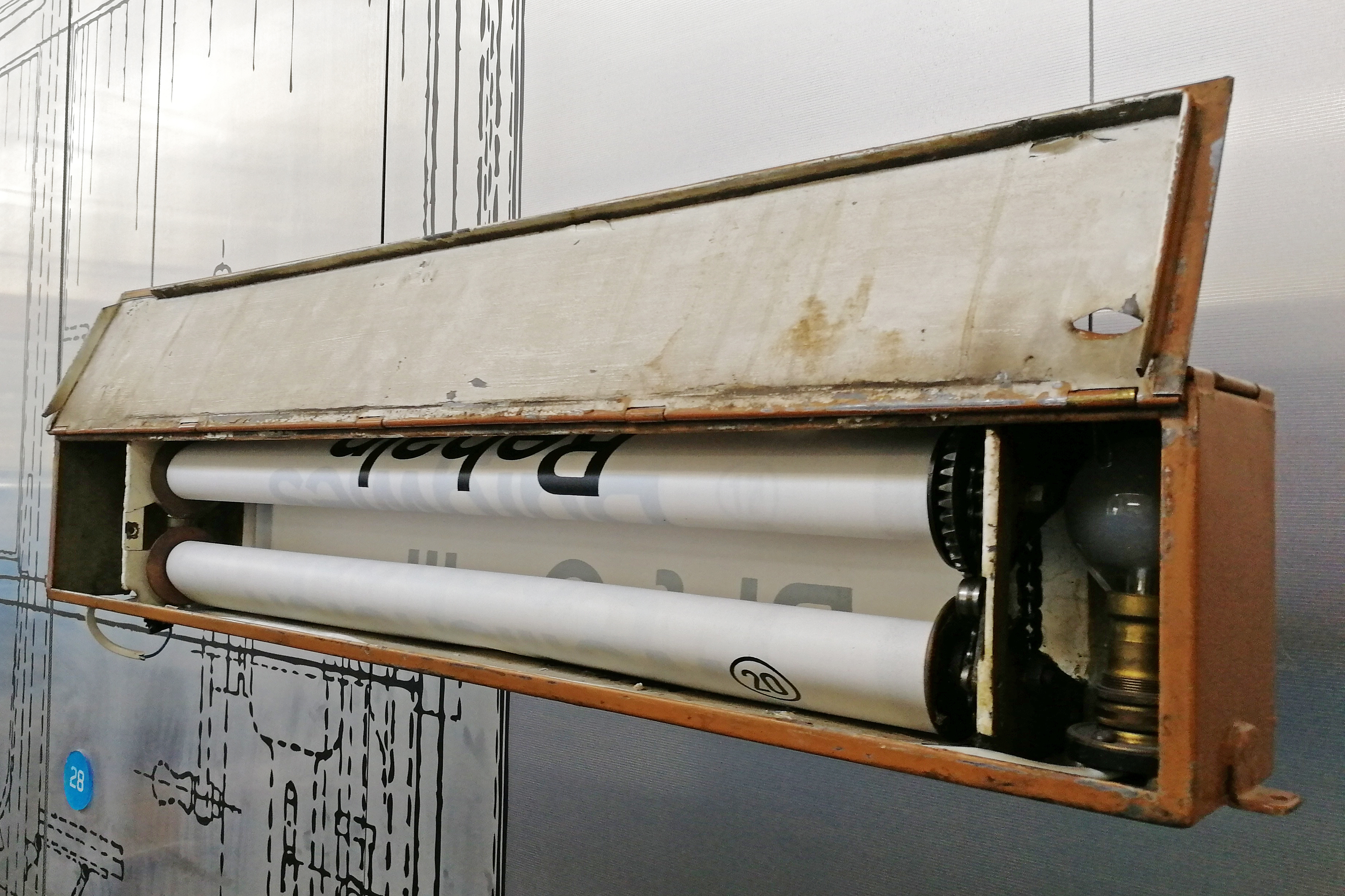
Geöffneter Rollbandkasten der Strassenbahn Zürich mit seitlicher Beleuchtung durch Glühlampen
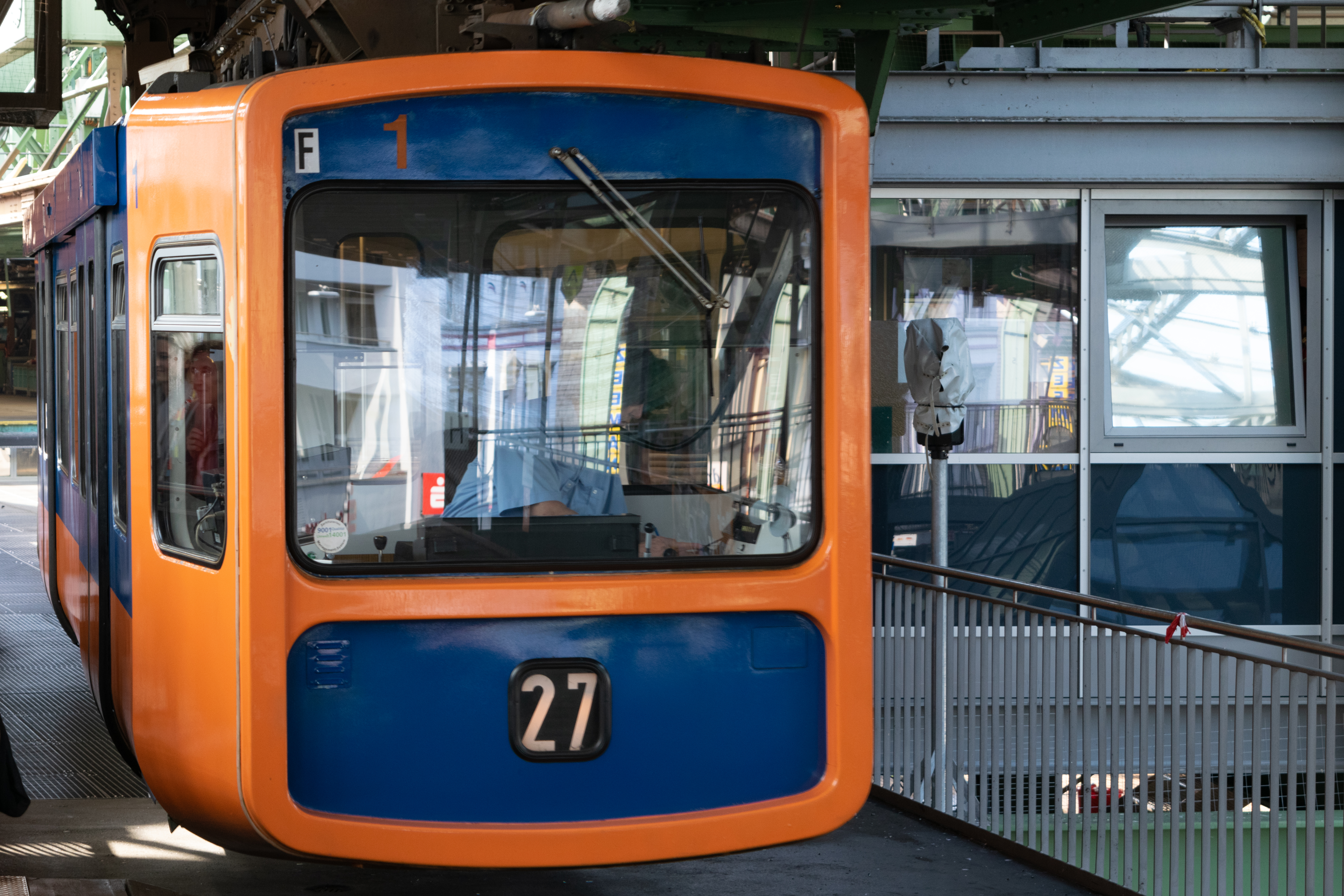
Bei der Wuppertaler Schwebebahn zeigte früher ein spezielles Rollband unterhalb der Frontscheibe die Kursnummer an, hier 27
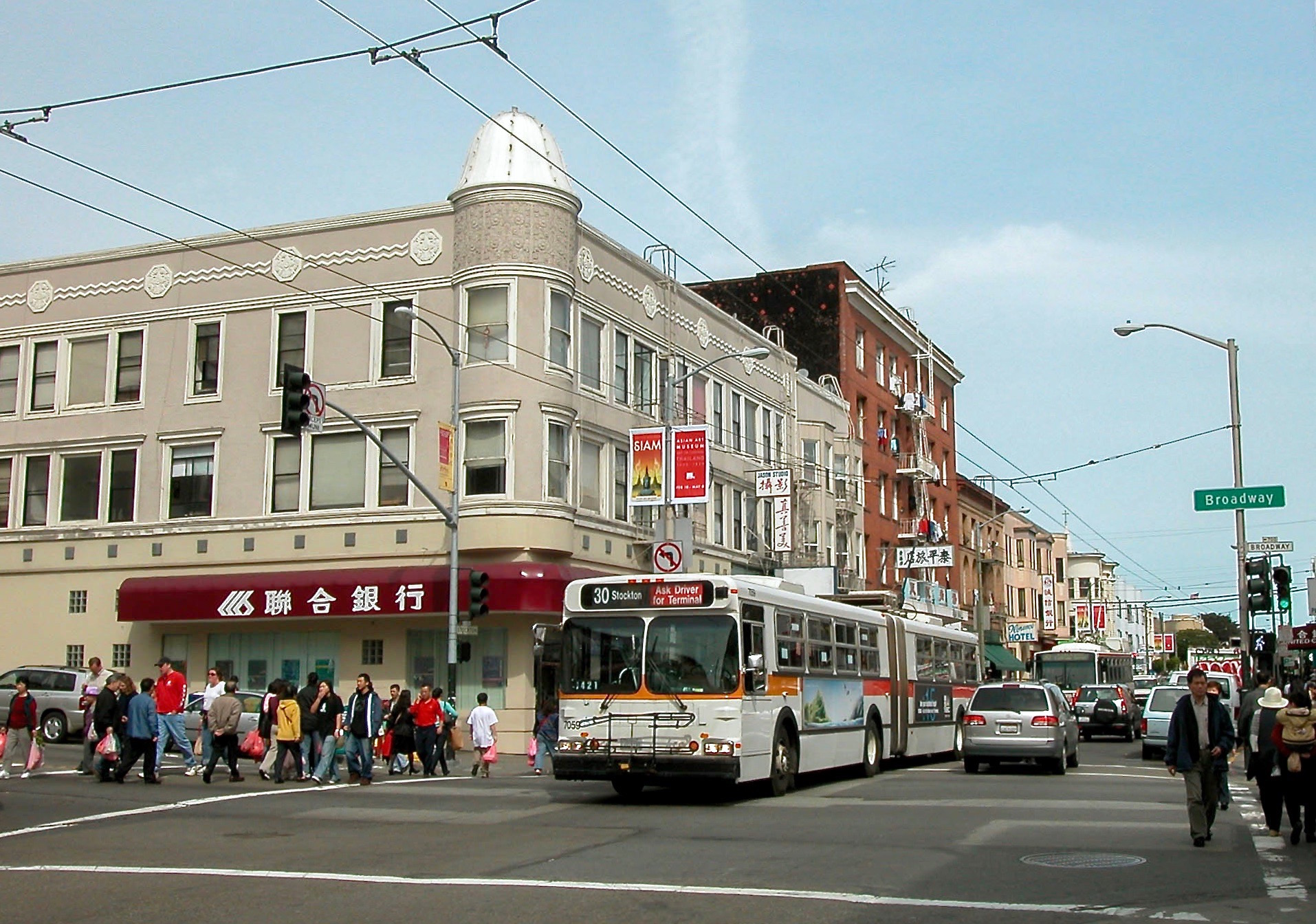
Ein Oberleitungsbus in San Francisco mit zweiteiliger Rollbandanzeige für Linie und Fahrtziel. Das rechte Rollband für das Fahrtziel zeigt eine Spezialposition für auf dem Rollband nicht vorgesehene Ziele. Die Anzeige der Kursnummer hinter der Windschutzscheibe erfolgt ebenfalls über eine mehrteilige Rollbandanzeige.
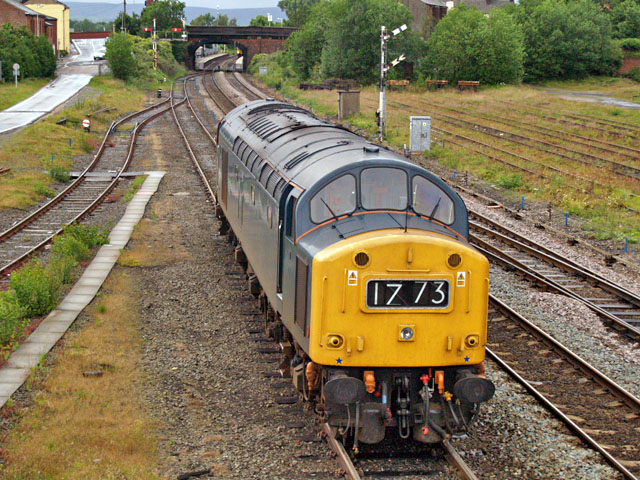
Rollbandanzeige zur Darstellung der Zugnummer an einer britischen Diesellokomotive
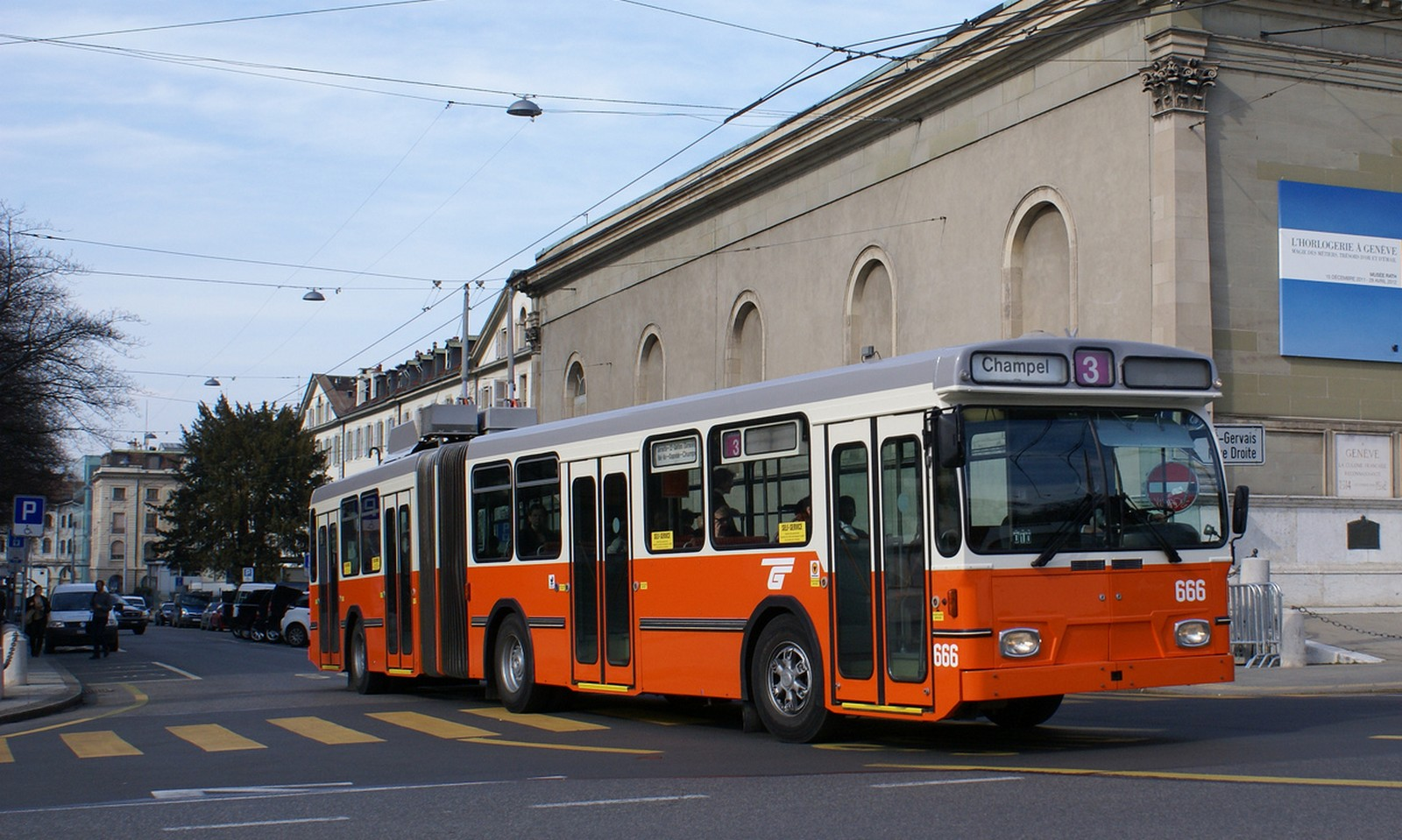
Einige Betriebe, wie hier beim Trolleybus Genf setzten zwei Zielanzeigen an den Fahrzeugen ein, die mit einer Blende verdeckt werden konnten. So konnte das zeitaufwändige Verstellen der Rollbänder an den Endhaltestellen vermieden werden.

## Stationäre Verwendung
Früher wurden Rollbandanzeigen auch als Zugzielanzeiger für die Fahrgastinformation auf den Bahnsteigen der Stationen verwendet. Dort wurden sie von Fallblattanzeigen verdrängt, die deutlich schneller die Anzeige wechseln können, die wiederum weitgehend von digitalen Anzeigen abgelöst wurden.
Während Rollbänder bei Verkehrsmitteln heute kaum noch eine Rolle spielen, werden zu Werbezwecken verstärkt Plakatvitrinen mit Wechslertechnik eingesetzt, die auf dem gleichen Prinzip beruhen.

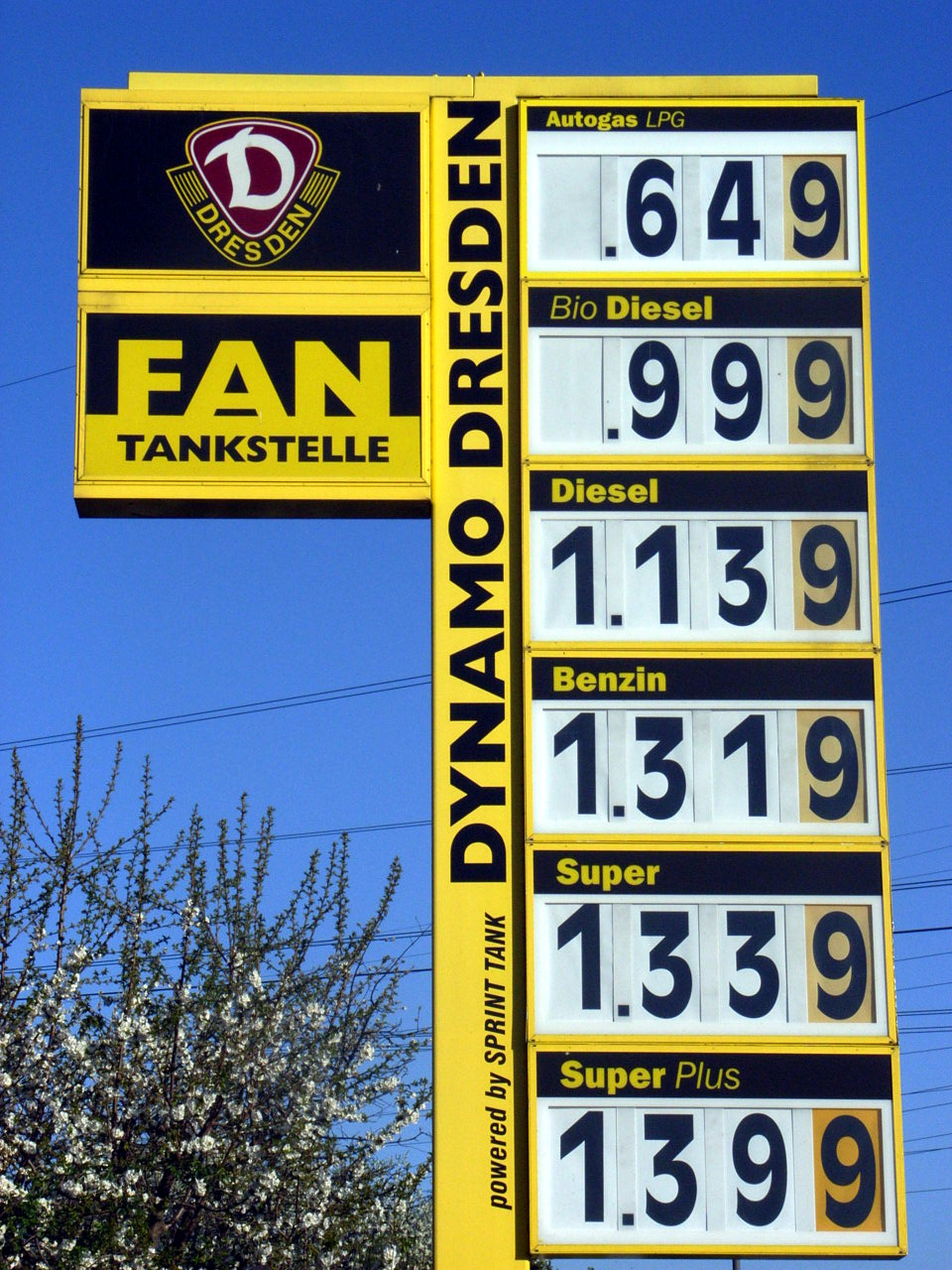
Rollbänder eines Preismastes an einer Tankstelle, 2007
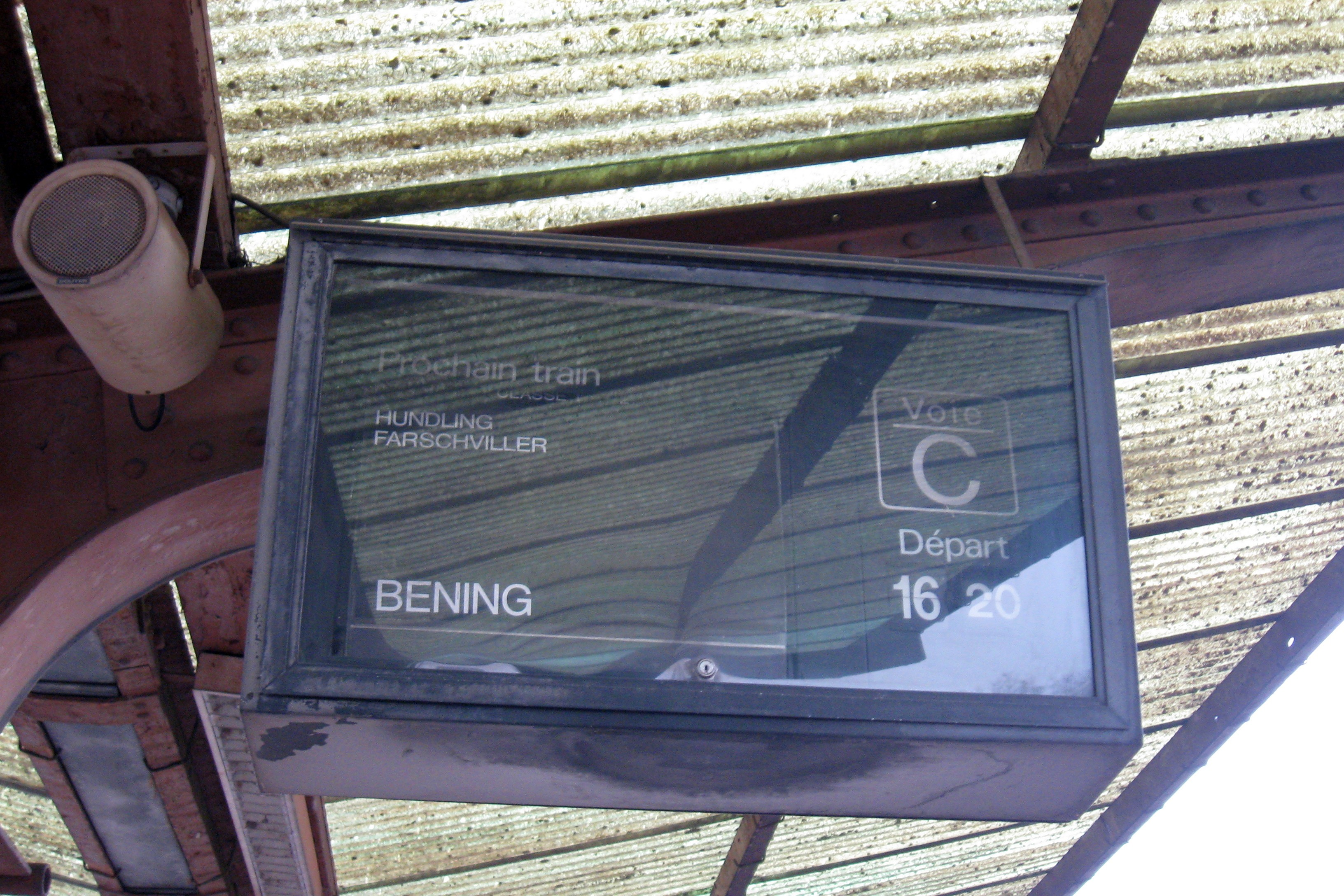
Rollband-Zugzielanzeiger auf dem Bahnhof von Sarreguemines, 2009
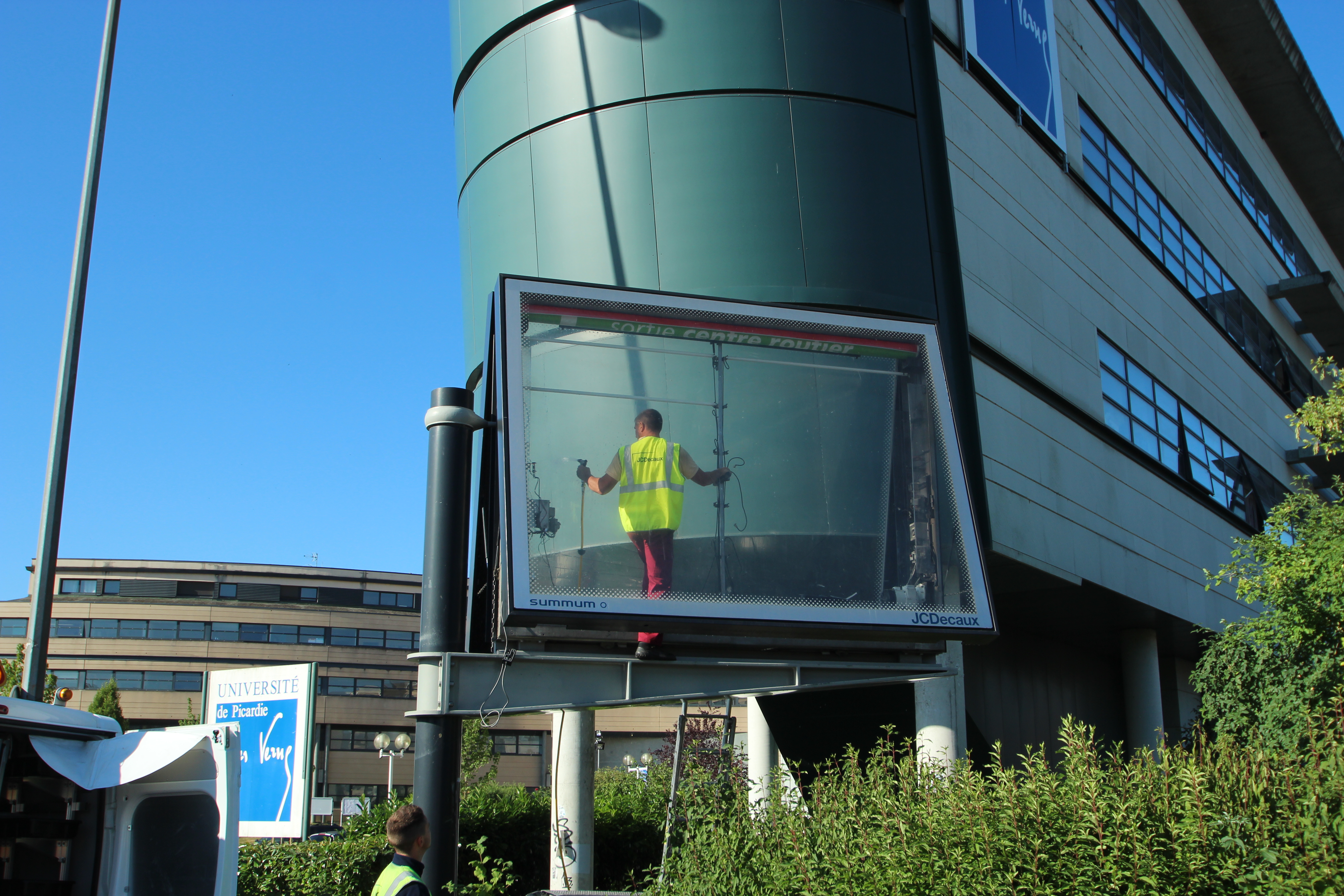
Reinigung einer Plakatvitrine für Rollbandpräsentation, 2015